# Ralph Elmer Wilson
Ralph Elmer Wilson (14 de abril de 1886, 25 de marzo de 1960) fue un astrónomo estadounidense, experto en la determinación de velocidades radiales estelares.

## Semblanza
Wilson se graduó por el Carleton College e ingresó en la Universidad de Virginia en 1906, donde se doctoró en 1910 con una tesis basada en su trabajo en el Observatorio Leander McCormick, en el que trabaja con Ormond Stone. Posteriormente pasó al Observatorio Dudley y en 1939 al Observatorio del Monte Wilson. En 1929 se convirtió en el editor asociado del Astronomical Journal. Fue elegido para la Academia Nacional de Ciencias de Estados Unidos en 1950.
Publicó múltiples artículos sobre magnitudes absolutas estelares, movimientos propios y velocidades radiales de varias estrellas, junto con sistemas de estrellas binarias y deducciones orbitales de binarias espectroscópicas. Entre sus publicaciones figura el "Catálogo General de Velocidades Radiales Estelares" de 1953.

## Eponimia
- El cráter Wilson en el Luna lleva su nombre, honor compartido con los científicos del mismo apellido Alexander Wilson (1714-1786) y Charles Wilson (1869-1959).